# Negus truncaticornis
Negus truncaticornis är en insektsart som beskrevs av Capener 1972. Negus truncaticornis ingår i släktet Negus och familjen hornstritar. Inga underarter finns listade i Catalogue of Life.